# Centre d'histoire de Saint-Hyacinthe

Le Centre d’histoire de Saint-Hyacinthe est un établissement reconnu par le ministère de la Culture et des Communications du Québec et fait partie des quarante et un centres d'archives privées agréés du Québec (SAPAQ), dont quatre en Montérégie.
Le Centre d’histoire de Saint-Hyacinthe est né de la fusion du Centre d’archives du Séminaire de Saint-Hyacinthe et de la Société d’histoire régionale de Saint-Hyacinthe fondée en 1937. En janvier 2004, l’organisme nouvellement créé prend possession des pouvoirs, des équipements, de la documentation dévolus aux deux organismes fondateurs. 
Le Centre conserve plus de 720 fonds et collections.